# Prunella cretensis
Prunella cretensis ist eine Pflanzenart aus der Gattung Braunellen (Prunella).

## Merkmale
Prunella cretensis ist ein ausdauernder, niederliegender  Schaft-Hemikryptophyt, dessen Blütentriebe Längen von 5 bis 10 Zentimeter erreichen. Die Kanten der Stängel und die Blätter haben eine spärliche, weiße, anliegende Behaarung. Die oberen Blätter haben einen lanzettlichen Umriss und sind fiederlappig bis fiederspaltig.
Die drei sechsblütigen Scheinquirle sind in eine kugelige Scheinähre gedrängt. Die Oberlippe des Kelches ist gerundet und nicht gezähnt, leicht buchtig gelappt oder seltener dreizähnig, wobei die Seitenzähne kürzer als der Mittelzahn und mehr oder weniger stumpf sind. Die Unterlippe ist zur Hälfte in zwei parallele, pfriemliche Zähne geteilt. Die Krone ist kaum doppelt so lang wie der Kelch und etwas kleiner als bei der Kleinen Braunelle. Die Oberlippe ist weißlich mit rosa Nerven oder vollständig rosa, die Unterlippe ist grünlichweiß.
Die Blütezeit reicht von Mai bis August.

## Vorkommen
Prunella cretensis ist in den mittleren Lagen der Gebirge Kretas endemisch. Die Art wächst in montaner, beweideter Phrygana auf Lehmböden in Höhenlagen von 500 bis 1600 Meter.